# Vente judiciaire
Les ventes judiciaires sont des ventes aux enchères de biens immobiliers devant les tribunaux de grande instance (TGI), remplacés par les Tribunaux Judiciaires depuis le 1er janvier 2020.

## Organisation
Elles se déroulent au sein des Tribunaux Judiciaires (anciennement les TGI), qui sont des tribunaux civils. Il existe près de 180 TGI en France. Chaque tribunal organise à date fixe, une vente aux enchères immobilières. Tout le monde peut y assister, mais il est indispensable de passer par l'intermédiaire d'un avocat pour se faire représenter en vue d'une acquisition immobilière.
La vente judiciaire est en général provoquée par un créancier (banque ou organisme de cautionnement du crédit) qui a financé l'achat d'un bien en inscrivant une hypothèque (une garantie sur le bien). Le débiteur ne parvenant pas à honorer les échéances du crédit, le créancier demande la saisie du bien et sa mise en vente. À défaut d'enchérisseur, le créancier devient le nouveau propriétaire du bien.
À côté de la vente sur saisie, il existe la vente sur licitation. Cette vente intervient notamment à l'occasion de successions mais également pour arrêter une indivision. Dans le cas d'une succession, le juge peut décider de la vente aux enchères s'il n'y a pas de solution amiable permettant aux héritiers de vendre dans des conditions classiques de marché.
La saisie et la licitation sont deux des méthodes aboutissant à la vente judiciaire. Il y a également la liquidation judiciaire qui concerne notamment les sociétés qui sont liquidées et qui détiennent un bien immobilier. Le bien est vendu aux enchères et le prix est distribué au différents créanciers (fournisseurs, etc.).

## Actualité des ventes
Les ventes judiciaires sont annoncées par voie d'affichage directement sur le bien et au Palais de Justice où aura lieu la vente. Chaque Palais de Justice dispose d'un tableau où se trouvent rassemblées les affiches annonçant les ventes à venir. La publicité doit être réalisée enre 30 et 60 jours avant l'audience..
L'avocat qui poursuit la vente est également tenu par la loi de passer des « avis de vente » que l'on nomme « annonces légales », dans des journaux d'annonces légales (JAL). L'actualité des ventes de chaque Tribunal est couverte par un ou deux JAL. La presse quotidienne régionale (Ouest-France, Sud-Ouest, Nice-Matin , etc.) est également habilitée à passer des « annonces légales ». La loi autorise la publicité d'une annonce légale complète ainsi que deux avis simplifié dans journaux d'annonces légales. 
Depuis la Circulaire relative à la réforme de la saisie judiciaire du 14 novembre 2006, la publicité des ventes et la diffusion des annonces a été élargie à Internet.  [4.2.1.1. La publicité de droit commun]. Parmi les nouveaux acteurs, on peut compter Vench (2021), Immolegal (2002), Encheres-Publiques.com (2004), Info Enchères, Licitor, etc.
Chaque insertion indique en théorie, l'adresse du bien à vendre, une description rapide, le montant de la mise à prix, les conditions de la visite (visite organisée ou sur rendez-vous) ainsi que les coordonnées de l'avocat chargé de la vente. Il ne s'agit que d'un résumé contenant les informations de base. Il demeure évidemment recommandé de visiter un bien et de prendre connaissance du cahier des conditions de vente avant de se lancer dans une telle opération. Le plus souvent, l'avocat poursuivant détient le cahier des conditions de vente complet se rapportant à la vente (cadastre, urbanisme, charges, frais, servitudes, etc.). Ce cahier des conditions de vente est à la disposition du public au cabinet de l'avocat poursuivant, au Greffe du Tribunal où aura lieu la vente ou sur les plateformes de promotion des ventes aux enchères judiciaires.
Les visites sont réalisés par un commissaire de justice ( anciennement huissier de justice). Entre une et trois visites sont organisées sur un créneau horaire d'une à deux heures. Dans la plupart des cas, les visites sont libres. Aucun rendez-vous avec le commissaire de justice n'est à prévoir hormis lorsque l'information est notifié sur l'annonce légale.
Afin de participer à une vente aux enchères judiciaires, il est obligatoire de se faire représenter par un avocat. 

## Droits et frais
Participer à une vente aux enchères implique de connaître les différents droits et frais qui ne sont pas les mêmes que dans une vente classique.
Les honoraires des avocats pour la représentation sont librement fixés entre les parties. Pour une représentation n'aboutissant pas à une acquisition, certains avocats ne prennent pas d'honoraires, tandis que d'autres en prennent.
En cas de réussite, les honoraires sont également libres, mais il n'y a pas d'avocat qui ne prenne pas d'honoraire dans le cadre d'une acquisition réussie.
En dehors des honoraires, il y a les émoluments. Cette somme correspond à un pourcentage (par tranche) du montant de l'adjudication et est répartie entre l'avocat poursuivant et l'avocat acquéreur. Il n'existe pas de pourcentage fixe, puisque les pourcentages varient d'une tranche à une autre.
Les frais préalables sont un poste de dépense important qui correspondent à l'ensemble des frais nécessaires ayant permis d'aboutir à la vente aux enchères. Ces frais sont à payer par l'adjudicataire.
Enfin, il y a différents droits à payer au Trésor Public, comme dans une vente notariée classique. Il faut compter environ 5,8 % pour la publicité foncière et environ 1 % pour les frais de publication (si l'acquéreur est une personne physique qui n'est pas marchand de biens).
Pour se faire une idée du coût global de l'opération, certains sites mettent à disposition des simulateur pour estimer les frais de vente mais aussi pour déterminer l'enchère maximale à ne pas dépasser pour être rentable.